# We Need a Resolution
A We Need a Resolution Aaliyah amerikai énekesnő első kislemeze harmadik, Aaliyah című albumáról. Steve „Static” Garrett és Timbaland írta és a kaliforniai Westlake Studiosban vették fel. A dal mérsékelt sikert aratott.
Eredetileg a Loose Rap című dalt szánták az album első kislemezének, azután esett a választás a We Need a Resolutionra.

## Videóklip
A We Need a Resolution videóklipjét Paul Hunter rendezte, és elsőként a BET tévéadó mutatta be 106 & Park, valamint a MTV Total Request Live című műsorában, 2001. április 26-án. A dalban Aaliyah egy óriáskígyóval látható, ami illik a dal misztikus, keleties dallamvilágához. A klip a 77. helyre került a BET által összeállított 2001 legjobb 100 videóklipje és a 30. helyre az MTV 2001 legjobb 50 videóklipje listáján.

## Változatok
CD maxi kislemez
1. We Need a Resolution (Album version) – 4:02
2. Messed Up – 3:33
3. Are You Feelin’ Me? – 3:09
4. We Need a Resolution (videóklip)

CD kislemez (Európa; promó)
12" maxi kislemez (USA)
1. We Need a Resolution (Album version) – 4:02
2. We Need a Resolution (Instrumental) – 4:02
3. We Need a Resolution (No Rap) – 3:54
4. We Need a Resolution (A Cappella) – 4:03

12" maxi kislemez (Európa)
1. We Need a Resolution (Album version) – 4:02
2. We Need a Resolution (Instrumental) – 4:02
3. Messed Up – 3:33

## Helyezések
| Slágerlista (2001)                         | Legmagasabb helyezések |
| ------------------------------------------ | ---------------------- |
| USA Billboard Hot 100                      | 59                     |
| USA Billboard Latin Tropical/Salsa Airplay | 31                     |
| USA Billboard Hot R&B/Hip-Hop Singles      | 15                     |
| USA Billboard Rhythmic Top 40              | 38                     |
| Ausztrál kislemezlista                     | 44                     |
| Brit kislemezlista                         | 20                     |
| Francia kislemezlista                      | 53                     |
| Holland kislemezlista                      | 37                     |
| Japán Tokio Hot 100                        | 17                     |
| Kanadai kislemezlista                      | 26                     |
| Német kislemezlista                        | 66                     |
| Svájci kislemezlista                       | 56                     |
| Svéd kislemezlista                         | 46                     |